# Saponara
Saponara là một đô thị ở tỉnh Messina trong vùng Sicilia của Italia, có vị trí cách khoảng 180 km về phía đông của Palermo và vào khoảng 10 km về phía tây của Messina. Tại thời điểm ngày 31 tháng 12 năm 2004, đô thị này có dân số 4.040 người và diện tích là 26.0 km².
Saponara giáp các đô thị: Messina, Rometta, Villafranca Tirrena.